# Enagos

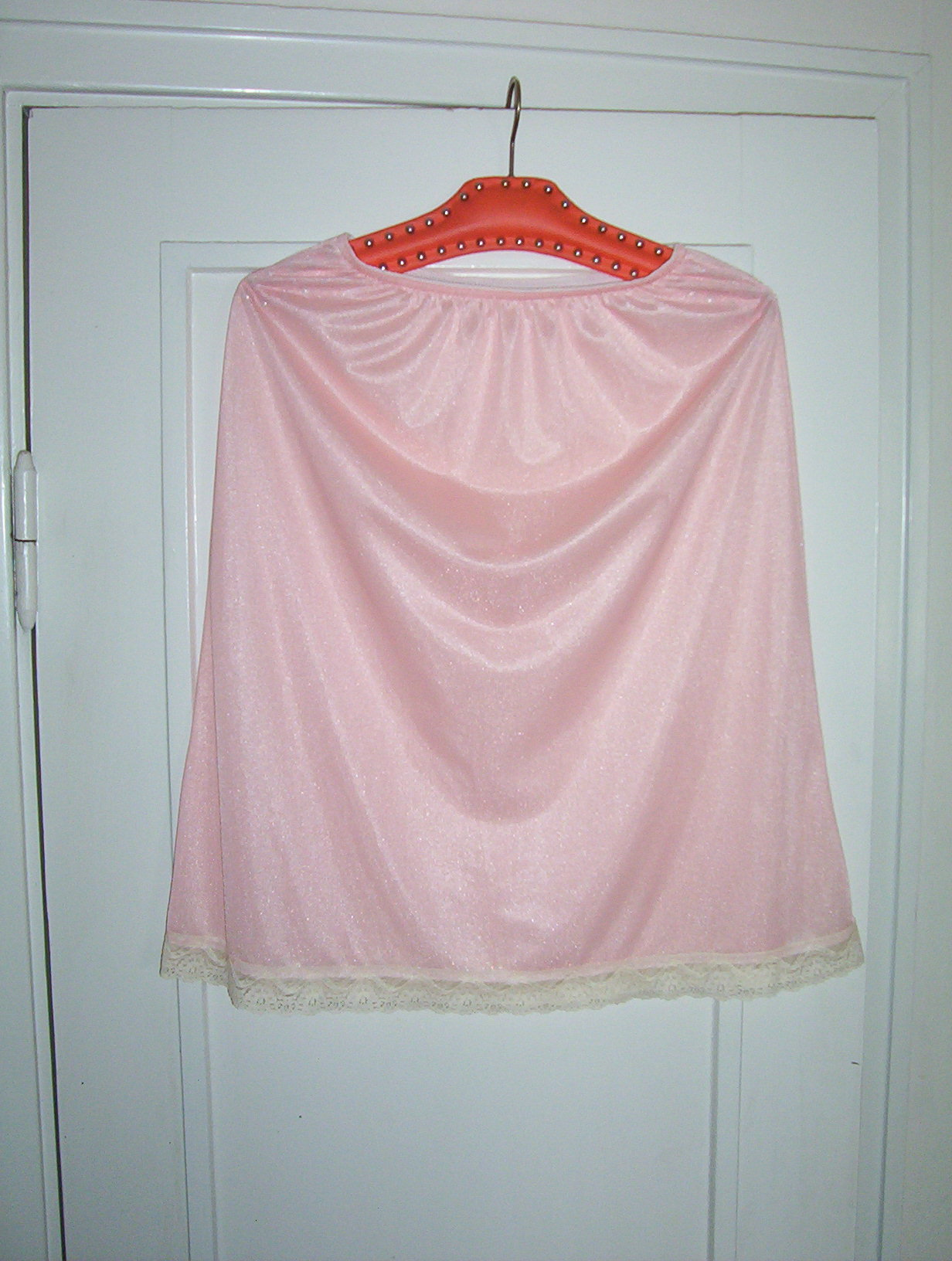
Uns enagos curts de color rosa, amb la morfologia actual ("viso")

Els enagos (el brial, al sud del País Valencià) són una peça de roba interior femenina amb forma de faldeta molt simple, que té com a funció de protegir del fred, o donar volum a la faldilla o vestit que es duu per sobre, o evitar transparències (si es duu amb roba exterior prima).
A voltes duen volants amidonats per a estovar la falda i reben el nom de alçadors.
El català enagos és l'adaptació antiga de l'espanyol enaguas, amb característica reducció -wa > -o, típica de la col·loquialitat en les parles orientals, i consegüent canvi de gènere; En certes regions s'emprava els termes enagües i sinagües amb la mínima adaptació al català.
Equival a l'anglès petticoat; a l'espanyol enaguas; al francès jupon; a l'italià sottana; al portuguès saiote o anágua; etc.

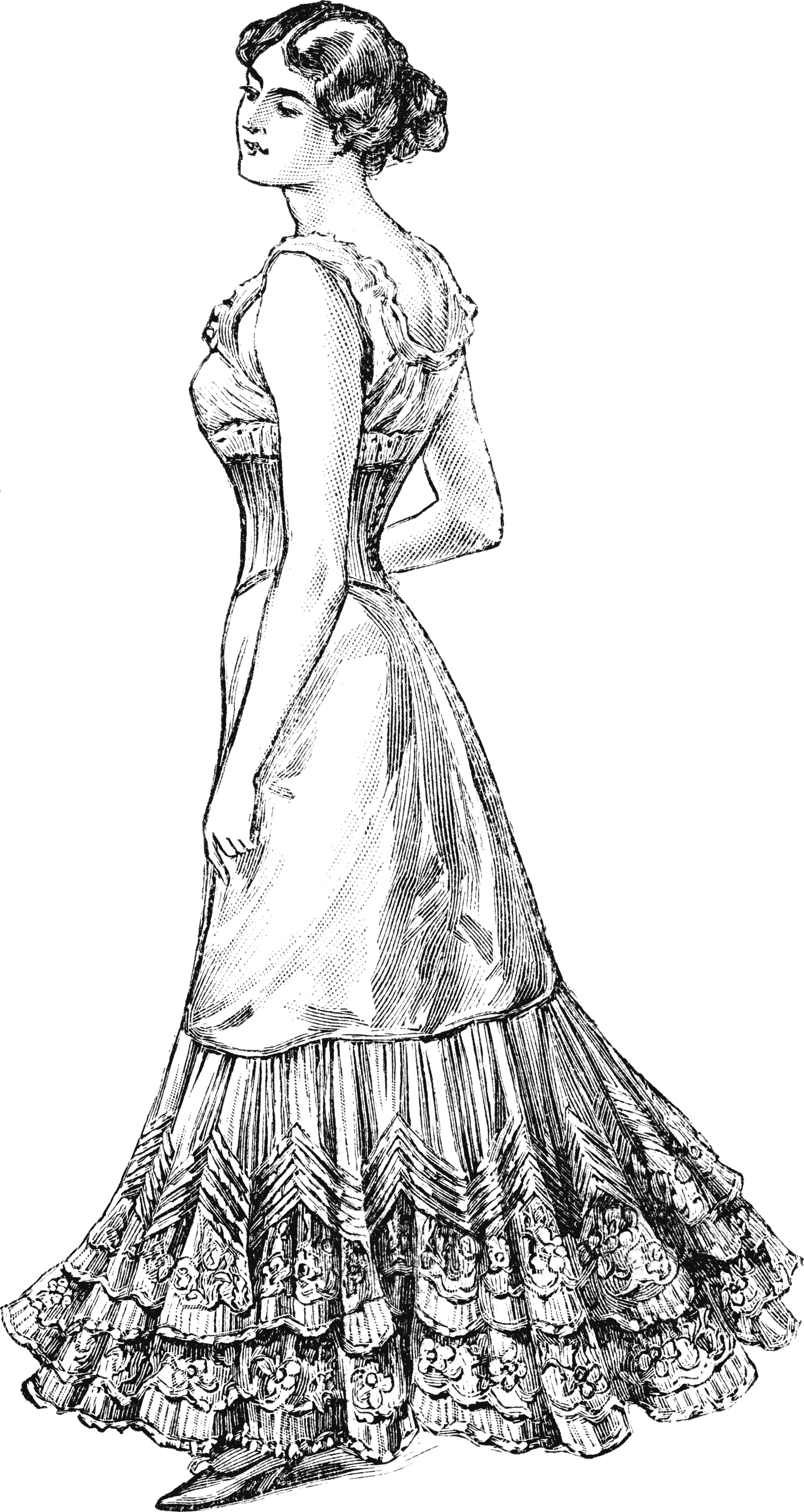
Dona amb enagos tradicionals (1903)

Tradicionalment els enagos podien ser fins o gruixuts, solien anar força ornamentats (amb randa, punta, llacets, etc.) i eren sempre de color blanca i de la llargada de la faldilla o vestit, és a dir, llargs fins als peus o poc menys. Cap al 1830 es van començar a dur diversos sota la faldeta o vestit, tot formant diverses capes d'enagos, l'un damunt l'altre per donar volum a la faldilla, però van arribar a ser tan molestes que en la dècada de 1830 van aparèixer els mirinyacs.
La morfologia actual dels enagos sorgeix a cavall dels anys deu i vint del segle xx, en combinació amb l'escurçament de les faldetes. Passen a ésser fins, de teixits suaus i lliscosos, típicament seda, setí, ras, niló o viscosa; poden ésser llisos o ornamentats. De llavors ençà es duen exclusivament uns enagos, sense acumular-ne capes. A partir dels anys mil nou-cents vint i trenta. Com en la roba interior femenina en general, el ventall de colors s'eixampla al negre, rosa, carn i malva, que continuen essent-hi els més habituals, juntament amb el blanc clàssic. Aquest canvi tan important comportà que col·loquialment el mot enagos es reservés als de tipus tradicional, mentre que els nous es designaven com a viso (manlleu de l'espanyol, on aquest mot cobreix un matís diferent). En registre estàndard ambdues manifestacions de la peça es denominen enagos.
Els enagos han de ser de la llargària aproximada de la faldet o vestit sota de què es porten, i per això n'hi ha de llargor variada. Es considera molt antiestètic que surtin per sota de la faldeta.
Hi ha faldetes, alguns vestits i, de vegades, pantalons, que duen enagos incorporats, cosits en general amb una costura al llarg de la cintura. Pel que fa als pantalons, els enagos s'apliquen sobretot al pantaló de llana, i acostumen d'arribar a mitja cama, amb independentment de la llargada del pantaló. Aquests enagos es diferencien dels folres perquè són peces completes afegides a posteriori a la peça de roba exterior; tot descosint les puntades es poden reutilitzar per a una altra peça de roba. Al contrari, les peces folrades ho són, en principi, per a cada peça del patró separadament, i van cosides a totes les vores de la peça exterior, de manera que, si es descosissin, es faria malbé la peça.
S'anomena cancan un tipus d'enagos emmidonats que s'usen amb faldetes a les quals cal donar molt de vol o de volum; se n'usaren, per exemple, a partir de la segona meitat del segle xix amb la mena de faldeta duta en ballar la dansa d'aquest nom, i en la dècada de 1950 amb la faldilla corol·la; en la dècada de 1980 se'n veia força amb minifaldetes d'inspiració corol·la.
No s'han de confondre els enagos amb la combinació que cobreix el cos de les espatlles cap avall, i la part inferior de la qual equival a uns enagos.

## Els enagos com a tipus de faldilla

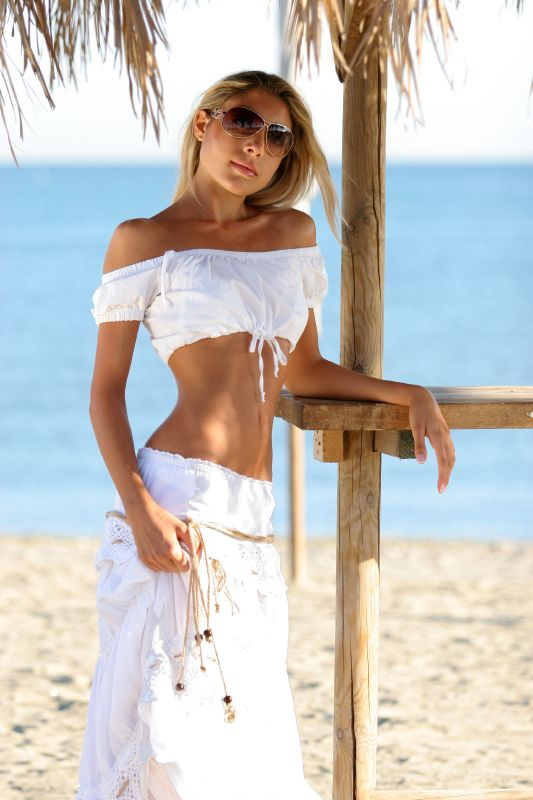
Faldilla d'estil enagos

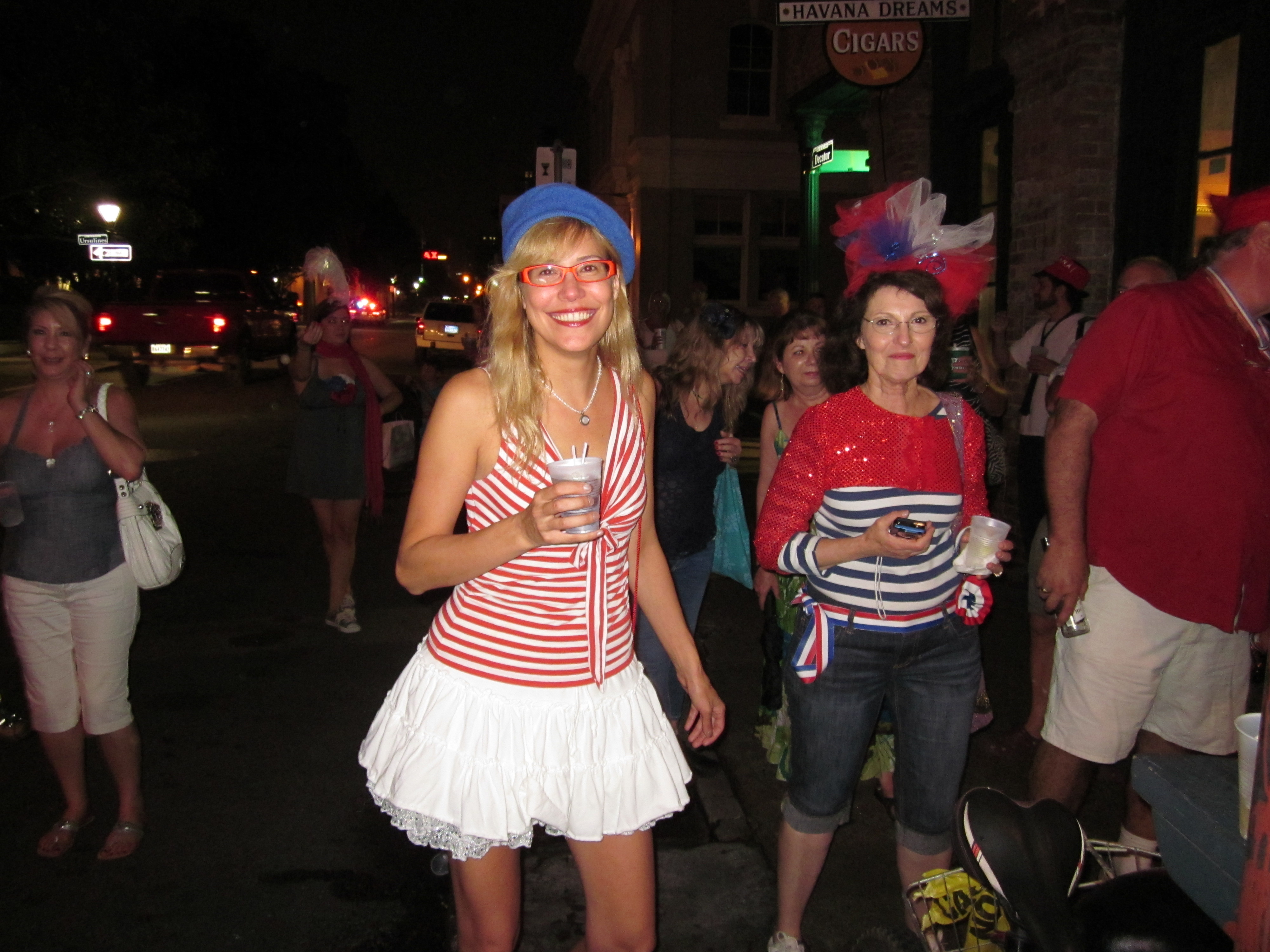
Minifaldilla d'estil enagos

En alguns períodes dels anys seixanta i setanta, i també pels volts de 1980, es posà de moda reutilitzar els vells enagos clàssics de l'àvia o la besàvia (només els models més senzills) com a faldilla d'ús exterior. Això dona una faldilla d'estil característic, mitjana o llarga, acampanada, generalment blanca, amb terminació en volants i ornada d'algun llacet. Restringint-se en aquests sentit i context, es pot parlar dels enagos com d'un tipus de faldilla. Aquesta moda feu un retorn notable a mitjans de la dècada del 2000, però ara es tractava d'autèntiques faldilles de nova fabricació que imitaven la forma dels enagos d'un segle enrere (en anglès, d'aquesta mena de faldilla se'n diu hobo skirt). També n'han aparegut imitacions en versió de minifaldilla.